# 平田誠一
平田 誠一（ひらた せいいち、1946年3月24日 - 2022年9月6日）は、元ブラザー工業代表取締役社長。愛知県名古屋市出身。
1970年、名古屋大学経済学部卒業。同年、ブラザー工業入社。専務取締役等を経て、2003年代表取締役社長。

## 経歴
- 1970年 - 名古屋大学経済学部卒業
- 1970年 - ブラザー工業入社
- 1994年 - ファイナンス担当常務付部長
- 1995年 - ブラザーインターナショナルヨーロッパ取締役社長
- 1998年 - 取締役
- 2000年 - 取締役インフォメーション・アンド・ドキュメント カンパニー プレジデント
- 2002年 - 代表取締役専務
- 2003年 - 代表取締役社長
- 2007年 - 代表取締役副会長
- 2022年 - 病気のため死去。76歳没[1]。